# Chiesa di San Paolo (Cardedu)
La chiesa di San Paolo è un edificio religioso situato a Cardedu, centro abitato della Sardegna centro-orientale. Consacrata al culto cattolico è sede dell'omonima parrocchia e fa parte della diocesi di Lanusei.

Di un certo pregio artistico una Via Crucis donata dall'artista di Ulassai, Maria Lai.